# Nikolai Jewgenjewitsch Sorokin
Nikolai Jewgenjewitsch Sorokin (russisch Николай Евгеньевич Сорокин; * 15. Februar 1952 in der Siedlung Kasatschi, Rajon Wesjoly, Oblast Rostow, RSFSR; † 26. März 2013 in Rostow am Don, Russland) war ein russischer sowie sowjetisch-russischer Theater- und Filmschauspieler, Regisseur, Theater-Pädagoge und Politiker. Er war Künstlerischer Leiter und Direktor des Rostower Akademischen Maxim-Gorki-Theaters. 1999 wurde ihm der Titel „Volkskünstler Russlands“ verliehen.

## Leben
Im Jahr 1975 absolvierte Sorokin die Rostower Kunstschule, an der er Schauspielunterricht durch Michail Buschtnow erhielt, und arbeitete danach am Rostower Gorki-Theater. Im Jahr 1984 erlangte er einen Hochschulabschluss in Schauspiel und Regie an der GITIS, der Russischen Akademie für Theaterkunst, seine Schauspiellehrerin dort war Elina Bystritskaya. Anschließend kehrte er zum Rostower Theater zurück, wo er seine Arbeit als Schauspieler und auch als Regisseur fortsetzte.
1996 wurde Nikolai Sorokin Künstlerischer Leiter des Rostower Akademischen Maxim-Gorki-Theaters, ab 2007 dessen Theaterdirektor.
Von 1999 bis 2003 war er Abgeordneter der Staatsduma der Russischen Föderation, zunächst als Mitglied der Fraktion der Pro-Putin-Liste „Einheit“, später als Mitglied der Partei „Einiges Russland“. Während dieser Zeit war er stellvertretender Vorsitzender des Ausschusses für Kultur und Tourismus.
Von 2004 bis 2012 bildete er in der Rostower Filiale der Staatlichen Universität für Kunst und Kultur Sankt Petersburg Schauspieler aus.
Nikolai Sorokin widmete dem Rostower Theater vierzig Jahre seines Lebens. Als Schauspieler stellte er über hundert Charaktere dar, als Regisseur realisierte er zahlreiche Theater-Inszenierungen, die auch Erfolg im Ausland hatten.
Sorokin war verheiratet mit Tamara Alexandrowna Sorokina, mit der er eine Tochter hatte. Nikolai Sorokin starb am 26. März 2013 in Rostow am Don.

## Theaterarbeit (Auswahl)

### Theaterarbeit als Schauspieler (Rollen)
- Alexander – in Die Letzten (russisch Последние) von Maxim Gorki
- Makar Nagulnow – in Neuland unterm Pflug (russisch Поднятая целина) von Michail Alexandrowitsch Scholochow
- Tarakh Chlynow – in Heißes Herz (russisch Горячее сердце) von Alexander Nikolajewitsch Ostrowski
- Petr Werchowenski – in Die Diktatur des Gewissens (russisch Диктатура совести) von Michail Filippowitsch Schatrow
- Fürst Khworostinin – in Zar Fjodor Joannowitsch (russisch Царь Фёдор Иоаннович) von Alexei Konstantinowitsch Tolstoi
- Michel Staro – in Das Geheimnis des Hauses Vernier (Originaltitel: Le secret de la maison Vernier, russisch Тайна дома Вернье) von Robert Toma
- Jermolaj Lopachin – in Der Kirschgarten (russisch Вишнёвый сад) von Anton Pawlowitsch Tschechow
- Alexei Michailowitsch – in Ich kam euch die Freiheit zu bringen (russisch Я пришёл дать вам волю) von Wassili Makarowitsch Schukschin
- Matthias – in Die Dreigroschenoper (russisch Трёхгрошовая опера) von Bertolt Brecht
- Jack – in Alles im garten (russisch Все в саду) von Edward Olbi
- König Richard III. – in Richard III (russisch Ричард III) von William Shakespeare
- Josef Stalin – in Weiter … weiter … weiter! (russisch Дальше … дальше… дальше!) von Michail Schatrow
- Antonio Salieri – in Mozart und Salieri (russisch Моцарт и Сальери) von Alexander Sergejewitsch Puschkin
- Alexei Kaledin – in russisch Честь имею (Ich habe die Ehre) von Jewgeni Alexejewitsch Kornilow
- Nero – in Theater der Zeit Nero und Seneca (russisch Театр времён Нерона и Сенеки) von Edward Stanislawowitsch Radsinski
- Famusow – in Trauer der Seele (russisch Горе от ума) von Alexander Sergejewitsch Gribojedow
- Der Hofnarr – in König Lear (russisch Король Лир) von William Shakespeare
- Boris Godunow – in Boris Godunow (russisch Борис Годунов) von Alexander Puschkin
- Xanthos – in Der Fuchs und die Trauben (russisch Лиса и виноград) von Guillerme Figueiredo
- Fjodor Karamasow – in Die Sache Karamasow (russisch Дело Карамазовых) von Fjodor Michailowitsch Dostojewski

### Theaterarbeit als Regisseur
Am Rostower Akademischen Maxim-Gorki-Theater
- Die Falle (Originaltitel: französisch Piège pour un homme seul, russisch Ловушка) von Robert Toma
- Eine etwas sonderbare Dame (Originaltitel: englisch The Curious Savage, russisch Странная миссис Сэвидж) von John Patrick
- Честь имею (Titelübers.: Ich habe die Ehre) von Jewgeni Alexejewitsch Kornilow
- Der Bürger als Edelmann (russisch Мещанин во дворянстве) von Molière
- California Suite (russisch Калифорнийская сюита) von Neil Simon
- Wassa Schelesnowa (russisch Васса Железнова) von Maxim Gorki
- Bel-Ami (russisch Милый друг) von Guy de Maupassant
- Die kluge Verliebte (russisch Влюблена, умна, хитра = Хитроумная влюблённая) von Lope de Vega
- Eine Lehre für die Töchter (russisch Урок дочкам) von Iwan Andrejewitsch Krylow
- Der Revisor (russisch Ревизор) von Nikolai Wassiljewitsch Gogol
- Das goldene Schlüsselchen oder die Abenteuer des Burattino (russisch Буратино) von Alexei Nikolajewitsch Tolstoi
- Quartett (russisch Квартет) von Ronald Harwood
- Tigran Great (russisch Тигран Великий) von Ara Gevorkowitsch Gevorkyan
- Der Hofnarr Balakirew (russisch Шут Балакирев) von Grigorij Israeliwitsch Gorin
- Ein Menschenschicksal (russisch Судьба человека) von Michail Alexandrowitsch Scholochow
- Auf der verkehrsreichsten Platz (russisch На бойком месте) von Alexander Nikolajewitsch Ostrowski
- Das Elend vom weichen Herz (russisch Беда от нежного сердца, 1850) von Wladimir Alexandrowitsch Sollogub
- Der Kirschgarten (russisch Вишнёвый сад) von Anton Tschechow
- Die drei Musketiere (russisch Три мушкетёра) von Alexandre Dumas
- Das Jahr 1812. Feldmarschall Kutusow (russisch 1812-й год. Фельдмаршал Кутузов) von Wladimir Alexandrowitsch Solowjew
- Neujahr-Show: Champagnerspritzer (russisch Новогоднее шоу Брызги шампанского) von Nikolai Sorokin (17 jährliche Aufführungen von 1997 bis 2013)

Am bulgarischen Iwan-Radoew-Theater in Plewen
- Wassa Schelesnowa von Maxim Gorki

## Filmografie
- 1985: Neuland unterm Pflug (Fernsehfilm)
- 2002: Wowotschka (russisch Вовочка)
- 2003: Töten abend (russisch Убить вечер)
- 2005: Ataman (russisch Атаман)
- 2006: Zeitplan Schicksale (russisch Расписание судеб)
- 2006: Die Letzte Schlachtung (russisch Последний забой)

## Titel und Auszeichnungen
- Verdienter Künstler der RSFSR (1988)
- Volkskünstler Russlands (1999)
- Orden der Freundschaft (1996)
- Verdienstorden für das Vaterland II. Klasse (2002)
- Medaille «Благотворитель» (Wohltäter) (2009)
- Verdienstorden für das Rostower Oblast (2012)